# 羅金厄姆 (喬治亞州)
羅金厄姆（英語：Rockingham）是位於美國喬治亞州培根縣的一個人口普查指定地區。

## 地理
羅金厄姆的座標為31°32′53″N 82°24′59″W / 31.54806°N 82.41639°W，而該地最高點為海拔高度59米（即194英尺）。

## 人口
根據2010年美國人口普查的數據，羅金厄姆的面積為3.10平方千米，當中陸地面積為2.90平方千米，而水域面積為0.20平方千米。當地共有人口248人，而人口密度為每平方千米80人。